# Église Saint-Nicolas de Kopli
L'église Saint-Nicolas de Kopli (estonien : Tallinna Püha Piiskop Nikolause kirik) est une église orthodoxe du quartier de Kopli à Tallinn en Estonie.

## Histoire
Le bâtiment de l'église a été achevé en 1936 selon les plans de l'architecte Aleksandr Vladovski (et) (1876-1950) sur le site de l'ancienne caserne de pompiers du chantier naval russo-balte, en tant qu'église de la paroisse de Saint-Nicolas  à l'initiative du prêtre Dionissi Samon. 
Le bâtiment d'origine de l'église a été complètement détruit lors d'un incendie qui a éclaté dans l'église à Noël 1934.
L'église a été consacrée le 13 novembre 1936 par le métropolite Alexandre de Tallinn et de toute l'Estonie.
Actuellement, l'église est utilisée par la congrégation Saint-Nicolas de l'Église orthodoxe d'Estonie (MPEÕK) du Patriarcat de Moscou. Les biens de l'église, qui appartenaient auparavant à la ville de Tallinn, ont été transférés à la paroisse MPEÕK Tallinna Kopli Püha Nikolaus conformément à la décision du conseil municipal de Tallinn du 27 novembre 2012.

## Galerie

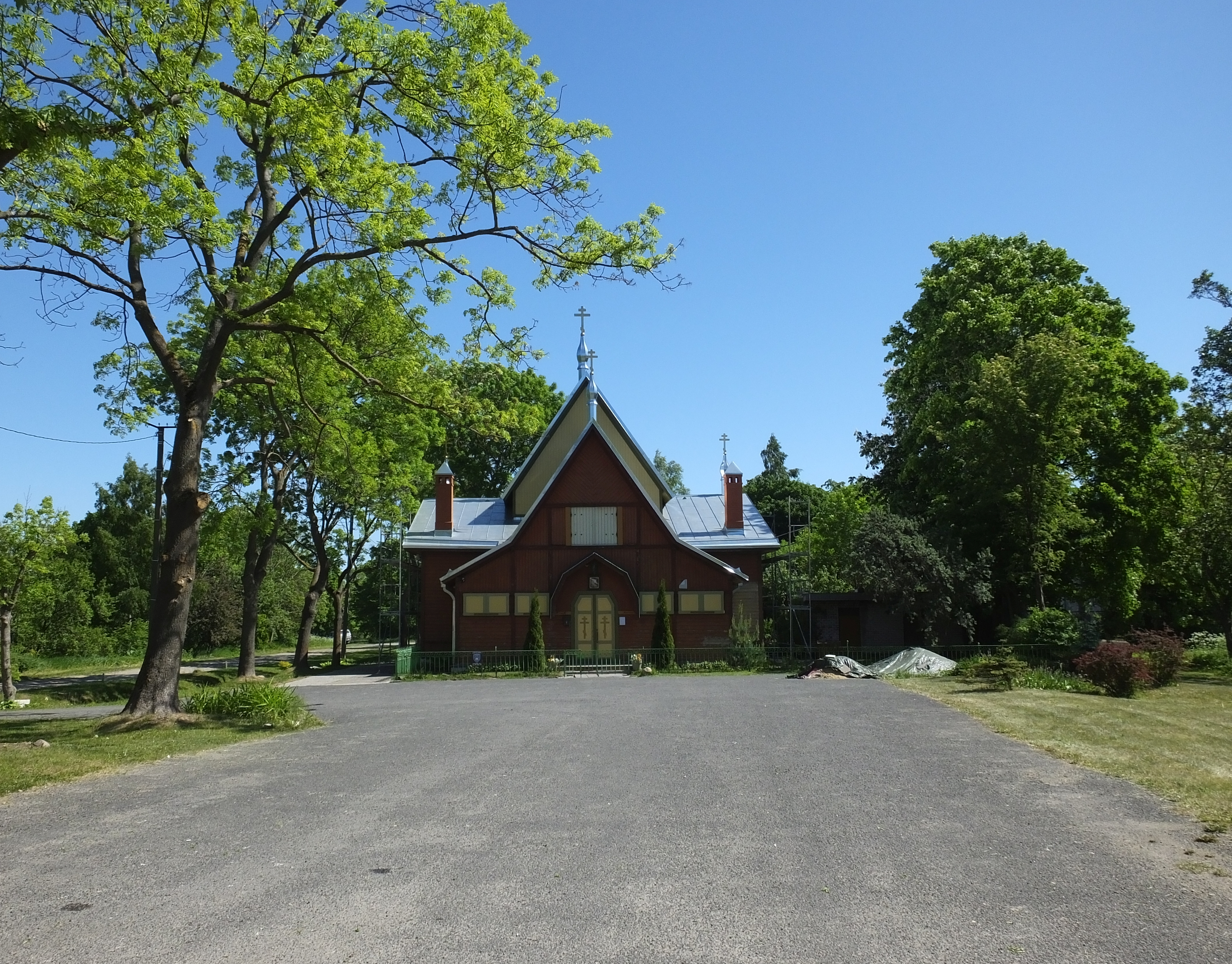
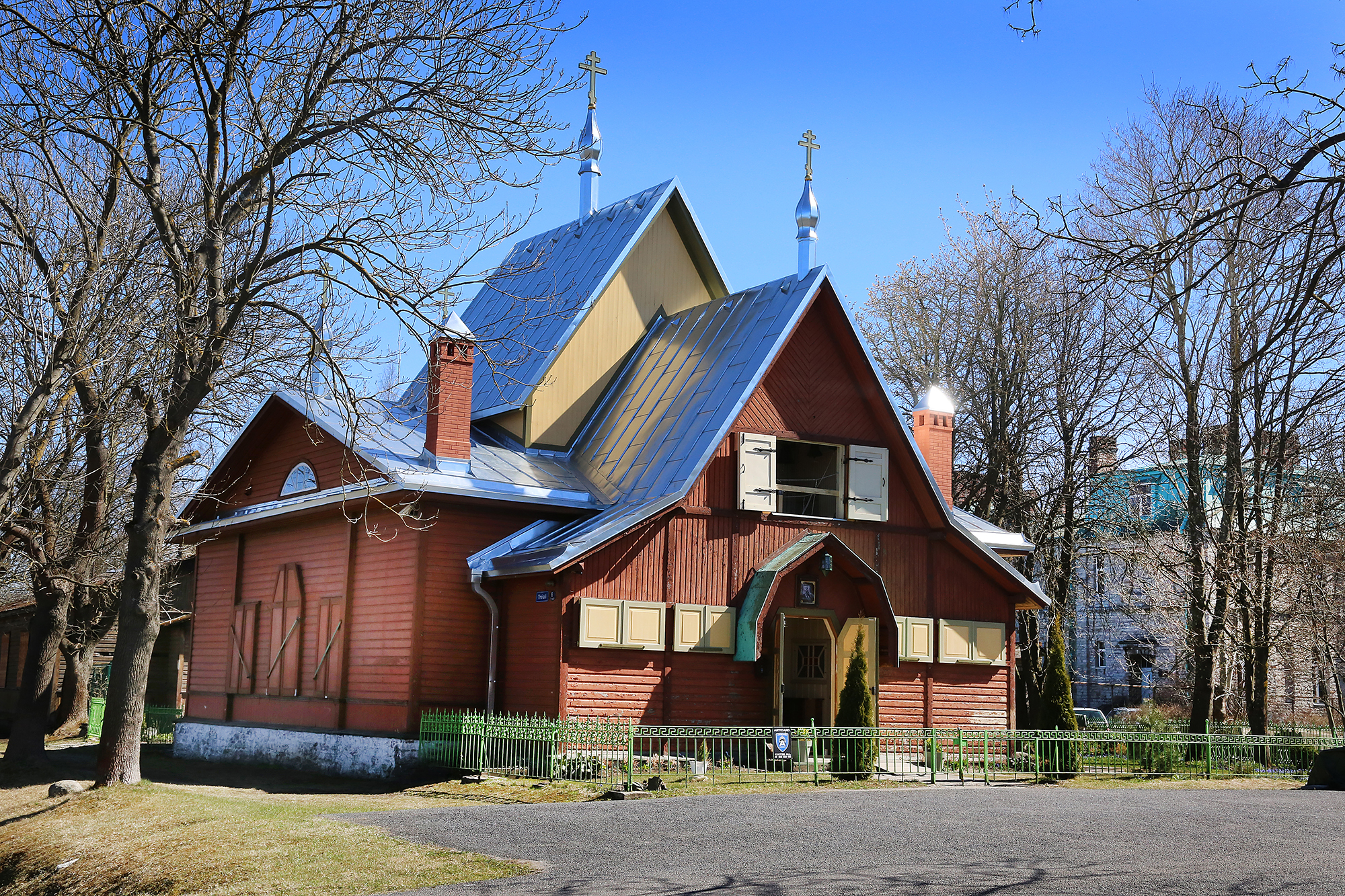
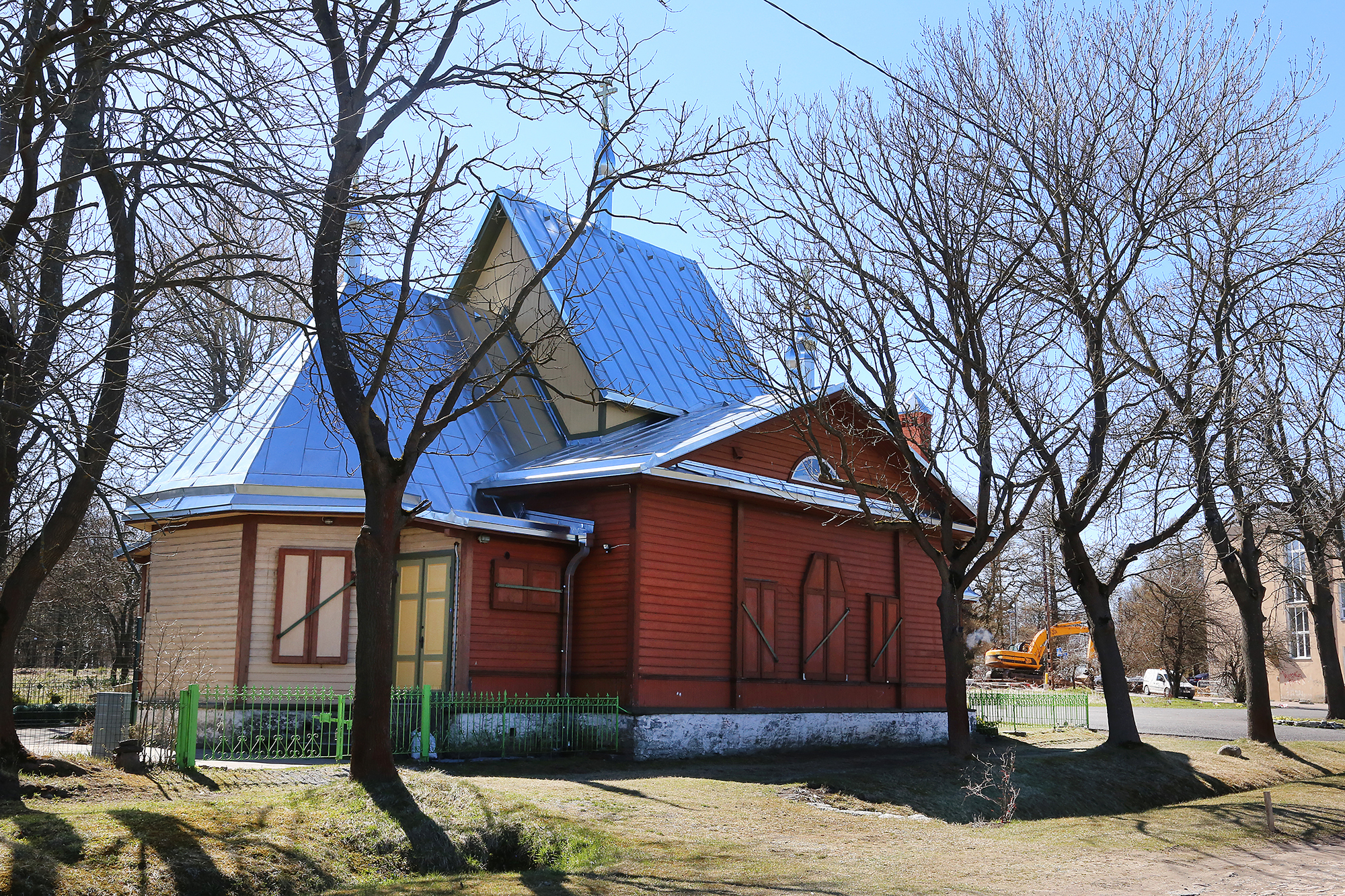
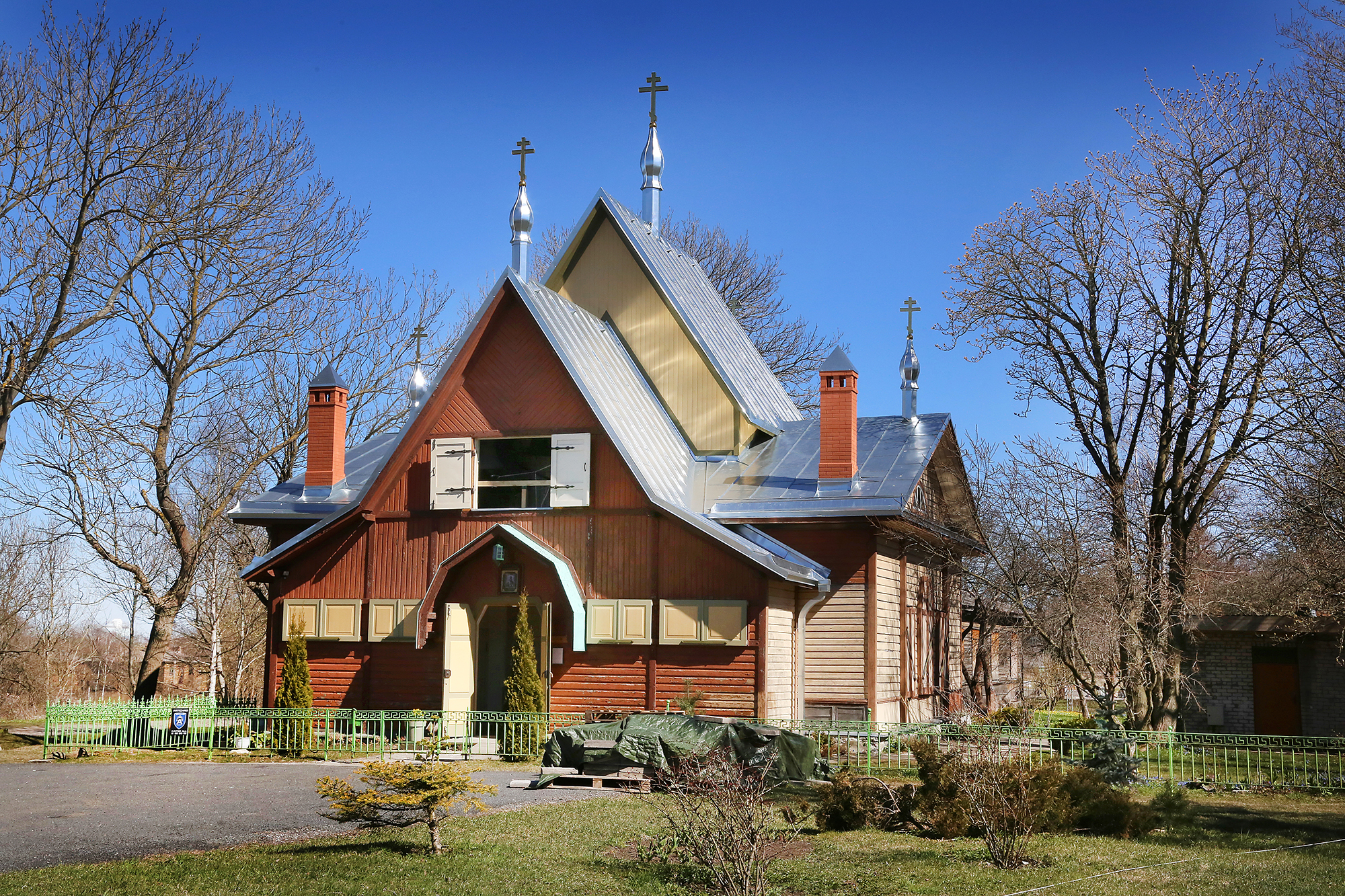